# Pierre Mignard
Pierre Mignard, född 7 november 1612 i Troyes, Frankrike, död 30 maj 1695 i Paris, var en fransk målare under barocken, bror till Nicolas Mignard.

## Biografi
Mignard gick först i lära hos Jean Boucher i Bourges och därefter hos Simon Vouet i Paris. 1636 reste Mignard till Rom, där han uppehöll sig till 1657. För kyrkan San Carlo alle Quattro Fontane på Quirinalen utförde han högaltarmålningen Sankt Carlo Borromeo tillber Treenigheten samt fresken Bebådelsen (1641). Den sistnämnda övermålades i början av 1800-talet, då man skulle installera en orgel i kyrkorummet. 2004 hade man avlägsnat orgeln och påbörjat restaureringen av fresken.
Efter sin återkomst till Paris avancerade Mignard i konkurrens med sin rival Charles Le Brun till att bli den ledande porträttmålaren vid kung Ludvig XIV:s hov. Mignard porträtterade kungen och dennes anhöriga och målade 1663 på uppdrag av kungamodern kupolen i kyrkan Val-de-Grâce i Paris tillsammans med sin medarbetare Charles-Alphonse Du Fresnoy. 
Som kungens förste målare var Mignard även ledare för Académie Royale de Peinture et de Sculpture och det kungliga tavelkabinettet.

## Fotogalleri

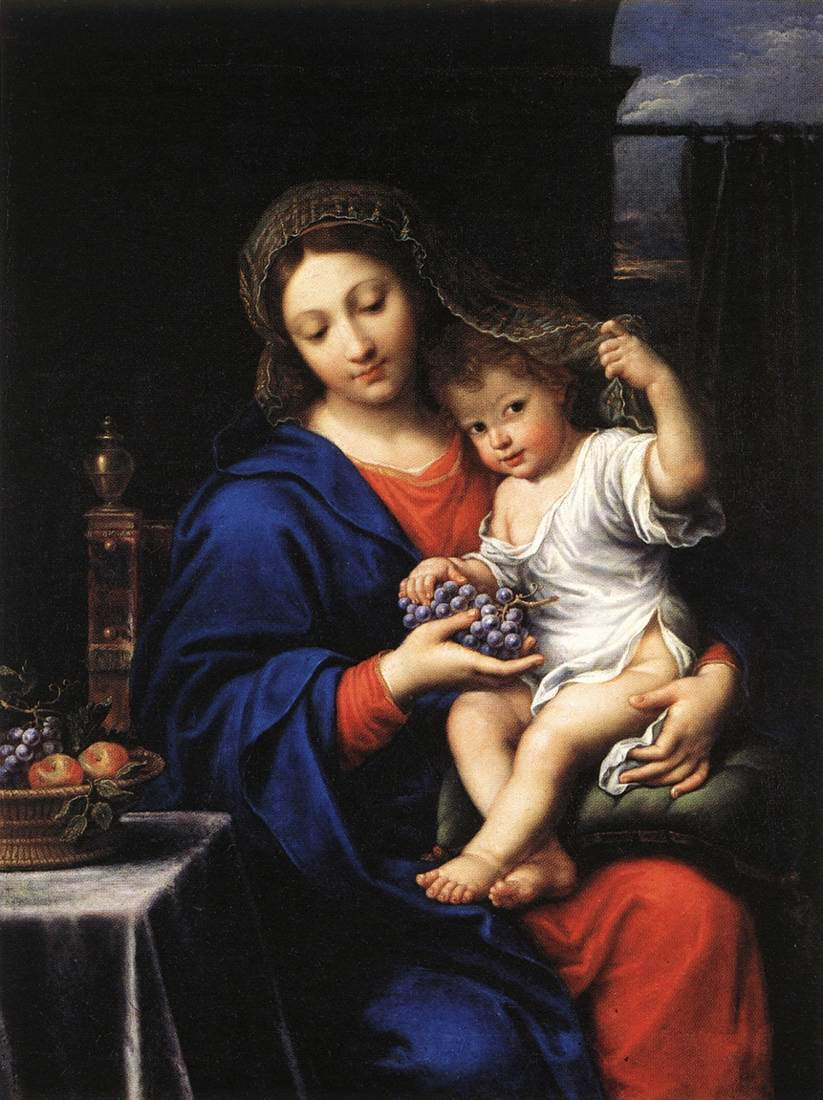
Madonnan med vindruvorna
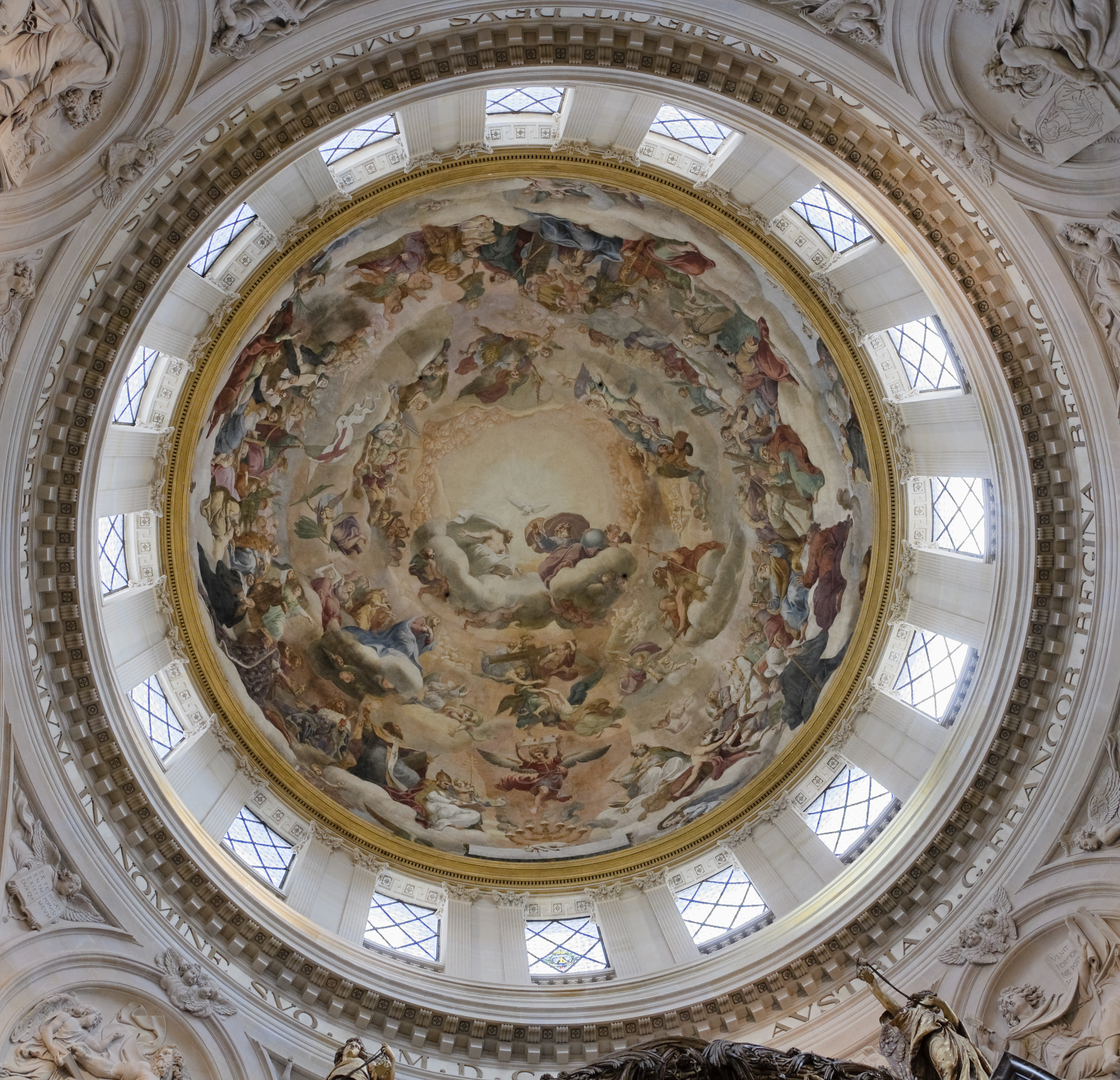
Kupolfresken i kyrkan Val-de-Grâce
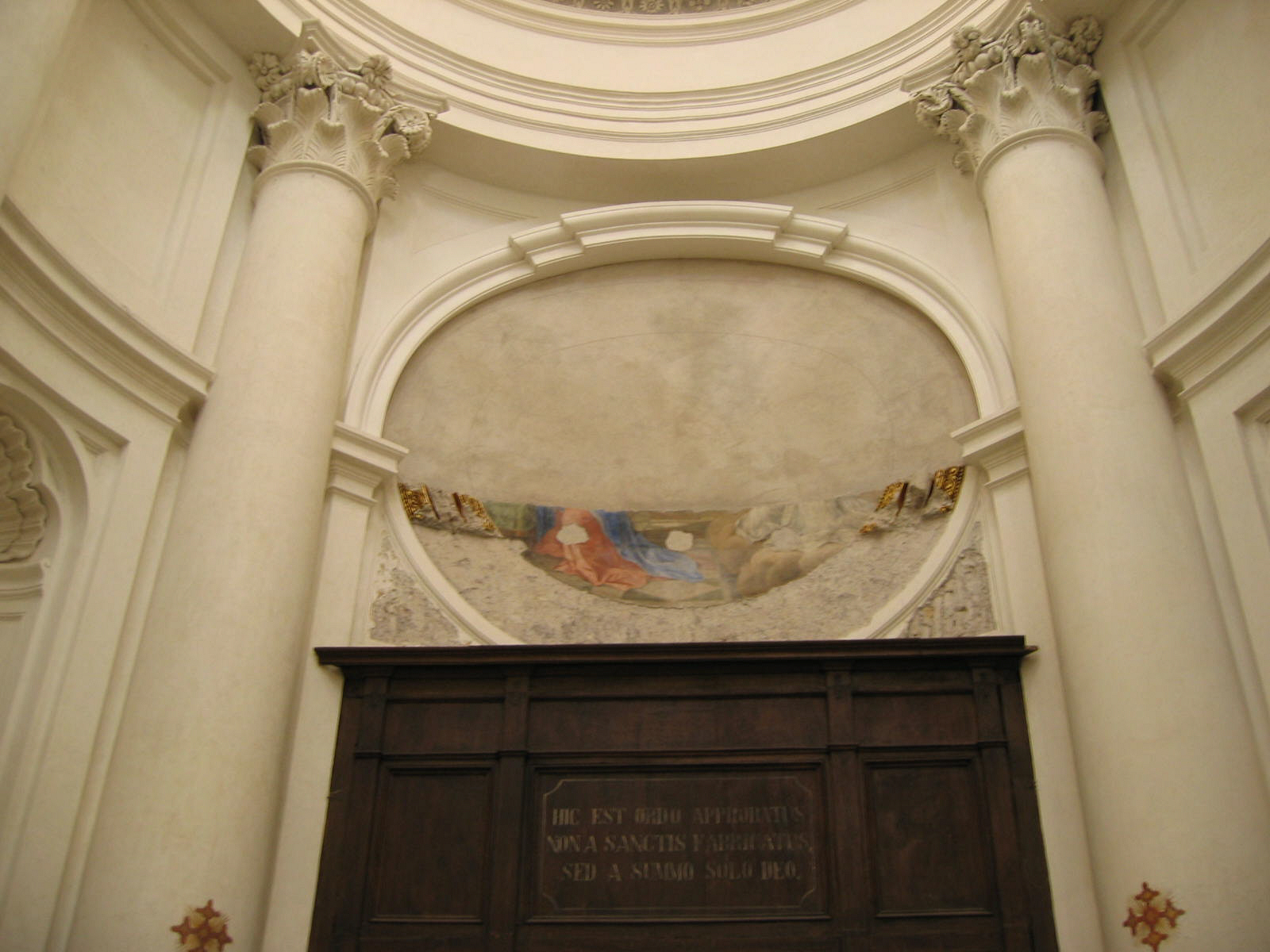
Bebådelsen (1641). San Carlo alle Quattro Fontane, Rom (pågående restaurering juni 2004)

## Verk i urval
- Madonnan med vindruvorna (1640-talet) – Louvren, Paris
- Sankt Carlo Borromeo tillber Treenigheten (1646) – San Carlo alle Quattro Fontane, Rom
- Ludvig XIV till häst (1673)
- Flicka med såpbubblor (1674) – Slottet i Versailles
- Perseus och Andromeda (1679) – Louvren, Paris
- Clio (1689) – Museum of Fine Arts, Budapest
- Markisinnan de Seignelay med sina barn (1691) – National Gallery, London